# اد هرمان
اد هرمان (انگلیسی: Ed Herman؛ زادهٔ ۱۹۸۰) ورزشکار هنرهای رزمی ترکیبی اهل ایالات متحده آمریکا است. وی از سال ۲۰۰۲ میلادی تاکنون مشغول فعالیت بوده‌است.